# Bahnhof Reichenbach (Vogtl) unt Bf
Der Bahnhof Reichenbach (Vogtl) unt Bf war eine Betriebsstelle der Bahnstrecke Reichenbach–Göltzschtalbrücke in Reichenbach im Vogtland. Der Bahnhof bestand von 1895 bis 1974; zwischen 1902 und 1962 war er Ausgangspunkt der Schmalspurbahn nach Oberheinsdorf („Rollbockbahn“).

## Geschichte
Der Bahnhof wurde am 1. Mai 1895 als Haltestelle eröffnet. Er hatte ab 1898 den Rang eines Bahnhofs. Dazu verfügte der Bahnhof über ein Empfangsgebäude, einen 100 Meter langen Bahnsteig, ein Beamtenwohnhaus und einen Güterschuppen, der im Laufe der Zeit immer wieder erweitert werden musste. Dem Güterverkehr dienten mehrere Laderampen. Die Gleisanlagen wurden von einer Fußgängerbrücke überspannt.

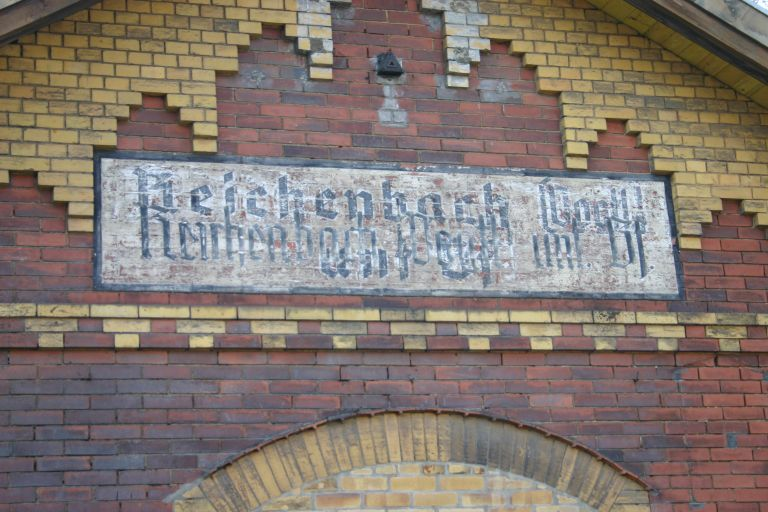
Reichenbach (Vogtl) unt Bf, Bahnhofsschild

Mit der Eröffnung der Schmalspurbahn (Spurweite 1000 mm) im Jahre 1902 nach Oberheinsdorf erfuhr der Bahnhof mehrere Erweiterungen. An der Südseite entstanden ein vierständiger Lokschuppen für die Schmalspurlokomotiven, zwei Wasserkräne und zwei Rollbockgruben, mittels derer die normalspurigen Güterwagen auf meterspurige Rollböcke gesetzt werden konnten. Das Bahnsteiggleis wurde um eine dritte Schiene ergänzt, sodass es von Fahrzeugen beider Spurweiten befahren werden konnte. Durch die Aufnahme des Personenverkehrs auf der Schmalspurbahn 1909 wurde der untere Bahnhof zum Übergangsbahnhof zwischen Normal- und Schmalspurbahn auch für Reisende.
Von 1935 bis 1968 verfügte der Bahnhof des Weiteren über einen Schuppen und eine Tankanlage für Kleinlokomotiven.
Ab 1944 waren dem Bahnhof alle Haltestellen auf Reichenbacher Stadtgebiet und jene der Rollbockbahn unterstellt. 1957 endete der Personenverkehr auf beiden Strecken, 1962 wurde die Schmalspurbahn stillgelegt und ihre Anlagen in der Folgezeit demontiert. Zum 1. Juni 1964 wurde er dem Bahnhof Reichenbach (Vogtl) ob Bf unterstellt. Ab 1971 war der Bahnhof Endpunkt des noch betriebenen Streckenteils, 1974 endete der Betrieb mit der Stilllegung des Streckenabschnittes zwischen dem unteren Bahnhof und dem Bahnhof Reichenbach (Vogtl) Ost gänzlich. Der Gleisrückbau begann 1975.

## Heutiger Zustand
Die Gleisanlagen sind heute komplett verschwunden, zwischen Empfangsgebäude und Güterschuppen verläuft heute die Bundesstraße 94. Die Hochbauten sind hingegen erhalten; Empfangsgebäude und Güterschuppen wurden im Vorfeld der Landesgartenschau 2009 saniert, in die ein Teil des ehemaligen Bahnhofsareals mit einbezogen wurde.

## Bilder

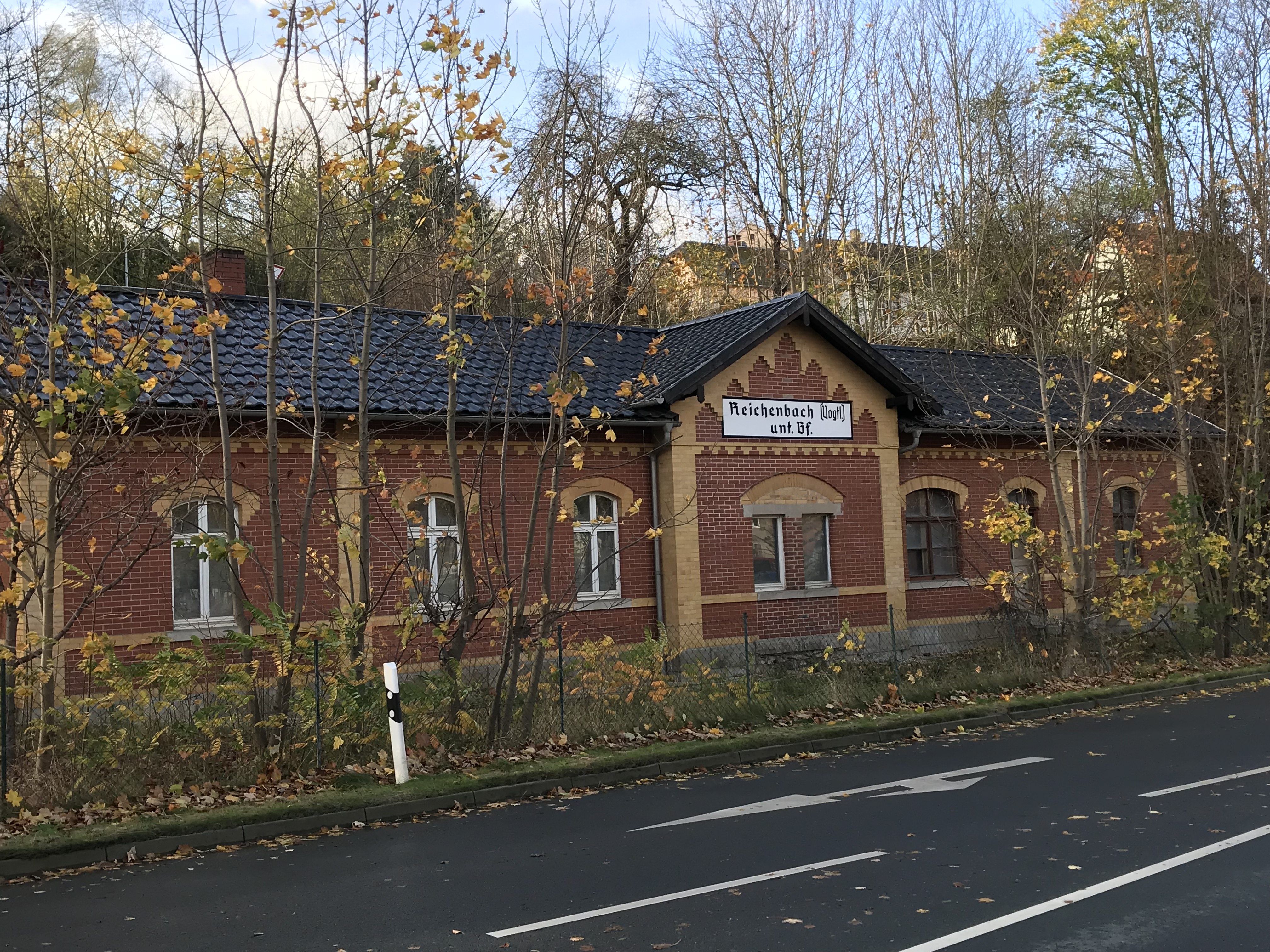
Reichenbach (Vogtl) unt Bf, Empfangsgebäude (2017)
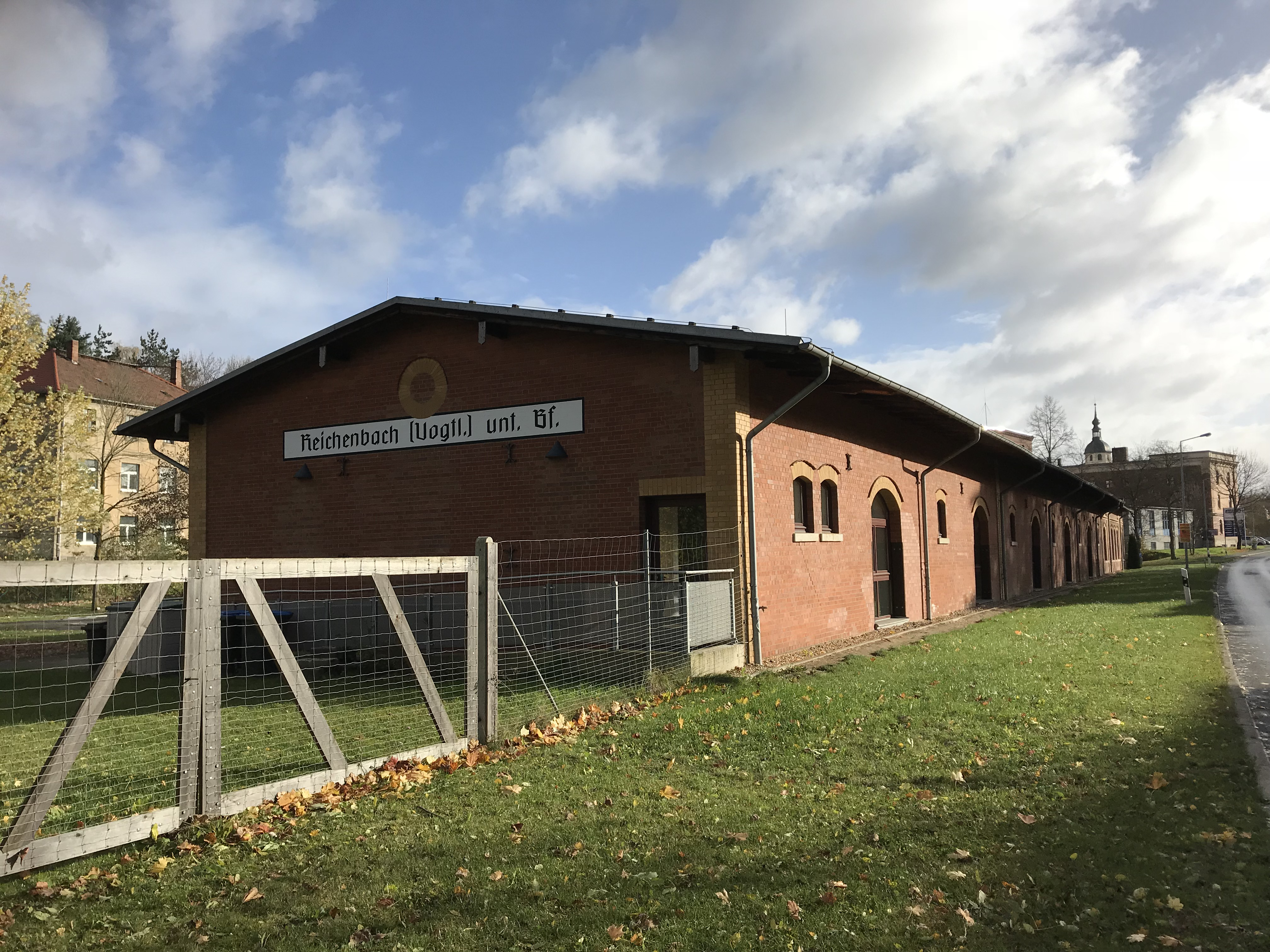
Reichenbach (Vogtl) unt Bf, Güterschuppen (2017)
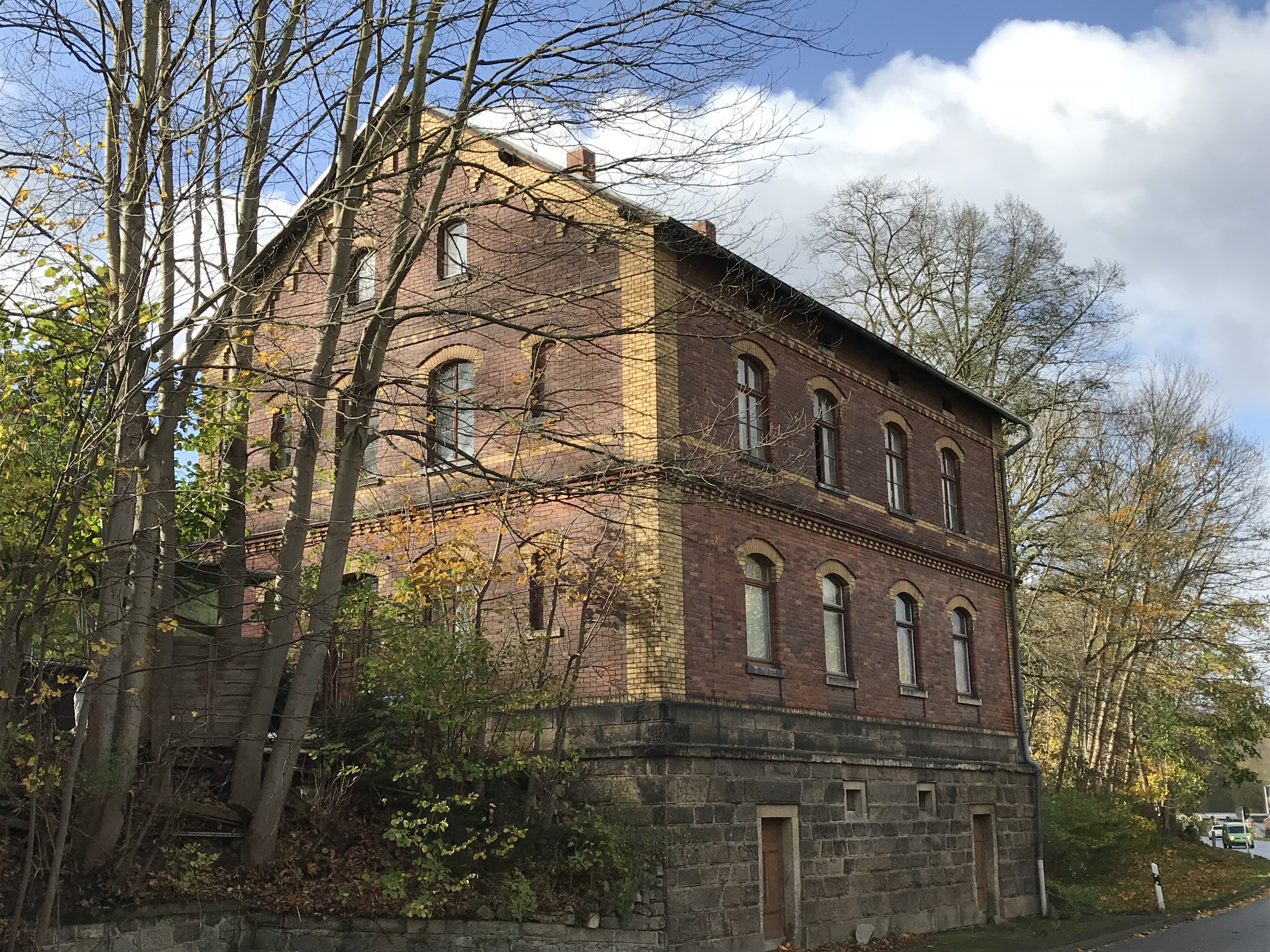
Reichenbach (Vogtl) unt Bf, Wohnhaus (2017)
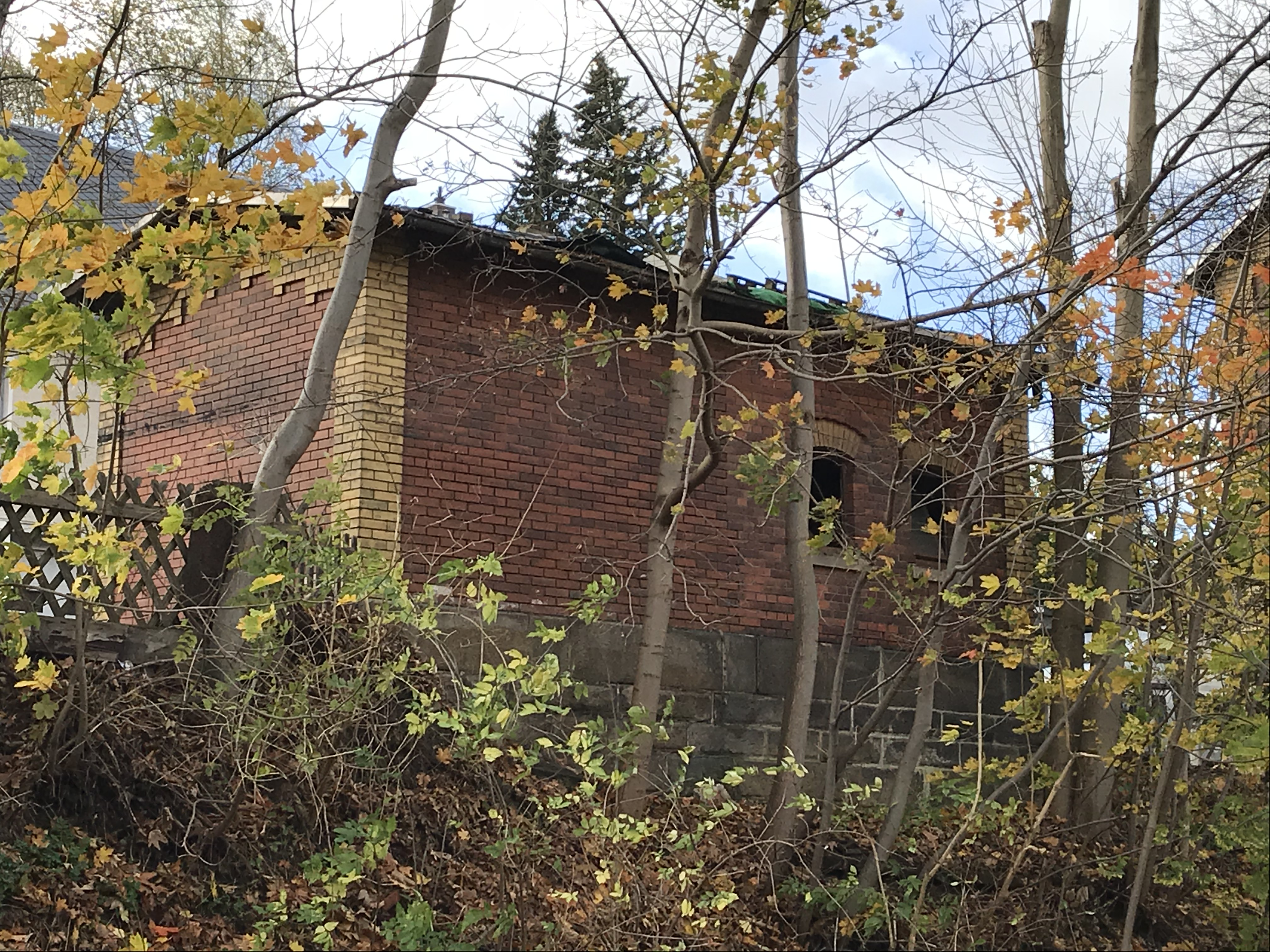
Reichenbach (Vogtl) unt Bf, Stellwerk (2017)
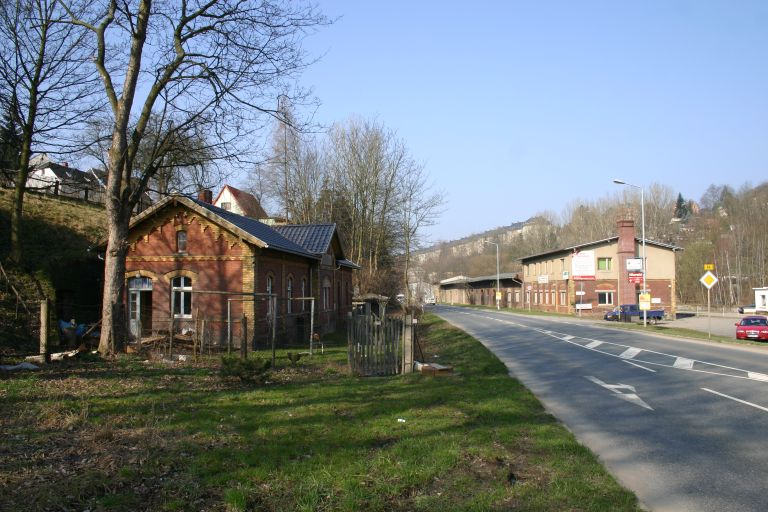
Reichenbach (Vogtl) unt Bf mit dem ehemaligen Güterschuppen (rechts)